# Balbronn
Balbronn é uma comuna francesa na região administrativa de Grande Leste, no departamento Baixo Reno. Estende-se por uma área de 10,18 km². Em 2010 a comuna tinha 672 habitantes (densidade: 66 hab./km²).